# 對生缺鰭鯰
對生缺鰭鯰，為輻鰭魚綱鯰形目鯰科的其中一種，為熱帶淡水魚，分布於亞洲湄公河及湄南河流域，體長可達17.1公分，棲息在底中層水域，生活習性不明，可作為食用魚及觀賞魚。